# Jan de Koning
Pour les articles homonymes, voir Koning.
Jan de Koning, né le 31 août 1926 à Zwartsluis et mort le 8 octobre 1994 à Leyde, est un homme politique néerlandais, membre de l'Appel chrétien-démocrate (CDA).
Il poursuit une carrière universitaire, avant de se faire élire sénateur en 1969, puis représentant en 1971. Il appartient alors au Parti antirévolutionnaire (ARP), dont il est président de 1973 à 1975. À ce titre, il siège à la commission de coordination qui préfigure le CDA.
Après les élections de 1977, il devient ministre de la Coopération pour le développement. Il est nommé ministre de l'Agriculture en 1981, fonction qu'il cumule avec le poste de ministre pour les Antilles néerlandaises à partir de mai 1982. À compter de septembre 1982, il exerce cette responsabilité en parallèle de ses fonctions de ministre des Affaires sociales et de l'Emploi.
Il quitte le gouvernement en 1989 et intègre le Conseil d'État, où il siège jusqu'à sa mort.

## Biographie

### Formation et vie professionnelle
Il s'inscrit en 1948 à l'université d'Utrecht, où il étudie la géographie sociale. En 1955, il devient chercheur en sociologie auprès de la convention des organisations sociales chrétienne (CCSO) à La Haye.
Il passe avec succès son doctorat en 1958 et se voit nommé en 1961 responsable scientifique de l'Institut des sciences sociales (ISW) de l'université libre d'Amsterdam (VU). Il est porté en janvier 1964 au poste de secrétaire général de l'Association des agriculteurs et jardiniers chrétiens (CBTB).

### Débuts en politique
Membre de l'ARP, parti chrétien-démocrate protestant, il en intègre le comité central en janvier 1969. Il est élu sénateur à la Première Chambre des États généraux en juillet et vice-président du Parti antirévolutionnaire en novembre.

### Ascension
Désigné secrétaire du groupe parlementaire des sénateurs de l'ARP en avril 1970, il se présente aux élections législatives du 28 avril 1971 sur la liste conduite par Barend Biesheuvel. Il est alors élu député à la Seconde Chambre des États généraux et renonce à diriger la CBTB.
Il est désigné président par intérim du parti le 11 mai 1973. Deux mois plus tard, le Parti populaire catholique (KVP), l'Union chrétienne historique (CHU) et l'ARP décident de former une commission de coordination, dont il est membre, dans la perspective des élections provinciales de 1974. Il est formellement élu président du Parti antirévolutionnaire le 9 février 1974, poste auquel il renonce le 13 décembre 1975.
Pour les élections législatives du 25 mai 1977, il se présente sur la liste d'union des formations religieuses, qui prend le nom d'Appel chrétien-démocrate (CDA).

### Douze ans de parcours ministériel

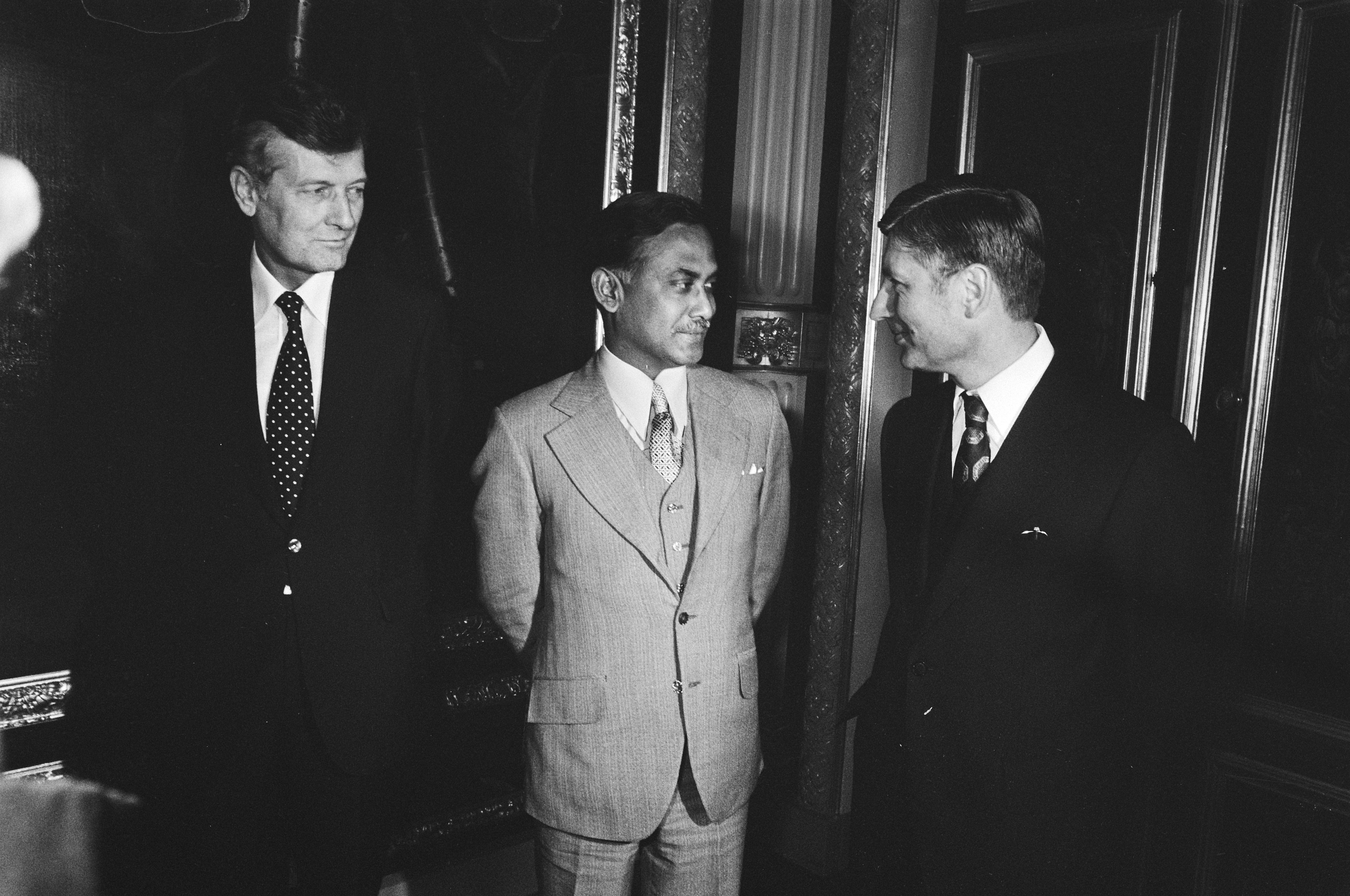
Jan de Koning (à gauche) et Dries van Agt (à droite) recevant le président du Bangladesh Ziaur Rahman, en 1979.

Le 19 décembre 1977, Jan de Koning est nommé ministre de la Coopération pour le développement au sein du ministère des Affaires étrangères dans le premier cabinet du chrétien-démocrate Dries van Agt. 
Pour les élections législatives du 26 mai 1981, il est placé en numéro deux de la liste du CDA, devenu le parti unique de la démocratie chrétienne néerlandaise. À la suite du scrutin, la reine Beatrix l'indique comme informateur le 30 mai, d'abord avec Ruud Lubbers puis avec le travailliste Ed van Thijn. Il rend sa mission à la souveraine le 3 août.
Il est désigné ministre de l'Agriculture et de la Pêche le 11 septembre, à la formation du cabinet Van Agt II. La « grande coalition élargie » mise en place avec les travaillistes et les sociaux-libéraux se rompt au bout de huit mois et le Premier ministre constitue un gouvernement intérimaire le 29 mai 1982 dans lequel Jan de Koning est également ministre pour les Affaires des Antilles néerlandaises.
Le CDA investit alors Lubbers tête de liste, qui le confirme en deuxième position, pour les élections législatives anticipées du 8 septembre 1982. Le 4 novembre, il devient ministre des Affaires sociales et de l'Emploi et conserve ses responsabilités ministérielle outre-mer. Après les élections législatives du 21 mai 1986, au cours desquelles il est troisième de la liste chrétienne-démocrate, il est mandaté informateur du 23 mai au 11 juillet. Trois jours plus tard, il est confirmé dans ses fonctions ministérielles.

### Fin de vie politique
Il ne se présente pas aux élections législatives anticipées du 6 septembre 1989 et quitte le gouvernement un mois plus tard. Il est ainsi le dernier ministre ayant siégé dans le premier gouvernement van Agt à se retirer du pouvoir. Le 1er janvier 1990, il est nommé conseiller d'État en service extraordinaire par la reine Beatrix. Il y siège jusqu'à sa mort à 68 ans, en 1994.

### Vie privée
Il épouse Molly Rellum en 1956 et le couple aura deux fils. Il est de confession réformée.